# Libéma Open 2019 - Qualificazioni singolare femminile
Le qualificazioni del singolare del Libéma Open 2019 sono state un torneo di tennis preliminare per accedere alla fase finale della manifestazione. Le vincitrici dell'ultimo turno sono entrate di diritto nel tabellone principale. In caso di ritiro di una o più giocatrici aventi diritto a queste sono subentrate le lucky loser, ossia le giocatrici che hanno perso nell'ultimo turno ma che avevano una classifica più alta rispetto alle altre partecipanti che avevano comunque perso nel turno finale.

## Teste di serie
1. Fiona Ferro (ultimo turno, Lucky loser)
2. Christina McHale (ultimo turno, Lucky loser)
3. Ysaline Bonaventure (qualificata)
4. Paula Badosa Gibert (qualificata)
5. Varvara Lepchenko (qualificata)
6. Priscilla Hon (qualificata)

1. Elena Rybakina (qualificata)
2. Tamara Korpatsch (primo turno)
3. Anna Kalinskaya (ultimo turno, Lucky loser)
4. Antonia Lottner (ultimo turno)
5. Greet Minnen (qualificata)
6. Georgina García Pérez (primo turno, ritirata)

## Qualificate
1. Greet Minnen
2. Elena Rybakina
3. Ysaline Bonaventure

1. Paula Badosa Gibert
2. Varvara Lepchenko
3. Priscilla Hon

### Lucky loser
1. Christina McHale
2. Fiona Ferro

1. Anna Kalinskaya

## Tabellone

### Legenda
| - Q = Qualificato - WC = Wild card - LL = Lucky loser | - ALT = Alternate - SE = Special Exempt - PR = Protected Ranking | - w/o = Walkover - r = Ritirato - d = Squalificato |

### Sezione 1
|  | Primo turno | Primo turno      | Primo turno      | Primo turno | Primo turno |  |  | Ultimo turno | Ultimo turno | Ultimo turno | Ultimo turno | Ultimo turno |  |
|  |             |                  |                  |             |             |  |  |              |              |              |              |              |  |
|  | 1           | Fiona Ferro      | Fiona Ferro      | 7           | 6           |  |  |              |              |              |              |              |  |
|  | WC          | Noa Liauw a Fong | Noa Liauw a Fong | 5           | 4           |  |  | 1            | Fiona Ferro  | Fiona Ferro  | 4            | 3            |  |
|  |             | Sabine Lisicki   | 7                | 1           | 4           |  |  | 11           | Greet Minnen | Greet Minnen | 6            | 6            |  |
|  | 11          | Greet Minnen     | 65               | 6           | 6           |  |  |              |              |              |              |              |  |

### Sezione 2
|  | Primo turno | Primo turno          | Primo turno          | Primo turno | Primo turno |  |  | Ultimo turno | Ultimo turno     | Ultimo turno     | Ultimo turno | Ultimo turno |  |
|  |             |                      |                      |             |             |  |  |              |                  |                  |              |              |  |
|  | 2           | Christina McHale     | Christina McHale     | 6           | 6           |  |  |              |                  |                  |              |              |  |
|  | WC          | Rosalie van der Hoek | Rosalie van der Hoek | 3           | 3           |  |  | 2            | Christina McHale | Christina McHale | 2            | 65           |  |
|  |             | Barbora Štefková     | Barbora Štefková     | 65          | 0           |  |  | 7            | Elena Rybakina   | Elena Rybakina   | 6            | 7            |  |
|  | 7           | Elena Rybakina       | Elena Rybakina       | 7           | 6           |  |  |              |                  |                  |              |              |  |

### Sezione 3
|  | Primo turno | Primo turno         | Primo turno     | Primo turno | Primo turno |  |  | Ultimo turno | Ultimo turno        | Ultimo turno | Ultimo turno | Ultimo turno |  |
|  |             |                     |                 |             |             |  |  |              |                     |              |              |              |  |
|  | 3           | Ysaline Bonaventure | 6               | 1           | 7           |  |  |              |                     |              |              |              |  |
|  | WC          | Arianne Hartono     | 3               | 6           | 63          |  |  | 3            | Ysaline Bonaventure | 7            | 4            | 6            |  |
|  |             | Lesley Kerkhove     | Lesley Kerkhove | 1           | 2           |  |  | 10           | Antonia Lottner     | 65           | 6            | 4            |  |
|  | 10          | Antonia Lottner     | Antonia Lottner | 6           | 6           |  |  |              |                     |              |              |              |  |

### Sezione 4
|  | Primo turno | Primo turno      | Primo turno | Primo turno | Primo turno |  |  | Ultimo turno | Ultimo turno  | Ultimo turno  | Ultimo turno | Ultimo turno |  |
|  |             |                  |             |             |             |  |  |              |               |               |              |              |  |
|  | 4           | Paula Badosa     | 3           | 6           | 6           |  |  |              |               |               |              |              |  |
|  |             | Katarzyna Kawa   | 6           | 3           | 4           |  |  | 4            | Paula Badosa  | Paula Badosa  | 6            | 6            |  |
|  |             | Fanny Stollár    | 6           | 4           | 6           |  |  |              | Fanny Stollár | Fanny Stollár | 4            | 2            |  |
|  | 8           | Tamara Korpatsch | 4           | 6           | 3           |  |  |              |               |               |              |              |  |

### Sezione 5
|  | Primo turno | Primo turno       | Primo turno       | Primo turno | Primo turno |  |  | Ultimo turno | Ultimo turno      | Ultimo turno      | Ultimo turno | Ultimo turno |  |
|  |             |                   |                   |             |             |  |  |              |                   |                   |              |              |  |
|  | 5           | Varvara Lepchenko | Varvara Lepchenko | 6           | 6           |  |  |              |                   |                   |              |              |  |
|  | WC          | Indy de Vroome    | Indy de Vroome    | 1           | 4           |  |  | 5            | Varvara Lepchenko | Varvara Lepchenko | 6            | 7            |  |
|  |             | Michaela Hončová  | 3                 | 6           | 0           |  |  | 9            | Anna Kalinskaya   | Anna Kalinskaya   | 2            | 65           |  |
|  | 9           | Anna Kalinskaya   | 6                 | 3           | 6           |  |  |              |                   |                   |              |              |  |

### Sezione 6
|  | Primo turno | Primo turno           | Primo turno   | Primo turno | Primo turno |  |  | Ultimo turno | Ultimo turno     | Ultimo turno     | Ultimo turno | Ultimo turno |  |
|  |             |                       |               |             |             |  |  |              |                  |                  |              |              |  |
|  | 6           | Priscilla Hon         | Priscilla Hon | 7           | 6           |  |  |              |                  |                  |              |              |  |
|  |             | Dalma Gálfi           | Dalma Gálfi   | 65          | 4           |  |  | 6            | Priscilla Hon    | Priscilla Hon    | 6            | 6            |  |
|  |             | Marina Melnikova      | 7             | 4           |             |  |  |              | Marina Melnikova | Marina Melnikova | 3            | 3            |  |
|  | 12          | Georgina García Pérez | 67            | 1           | r           |  |  |              |                  |                  |              |              |  |